# میاریناریوو (واواتنینا)
میاریناریوو (به لاتین: Miarinarivo) یک منطقهٔ مسکونی در ماداگاسکار است که در واواتنینا واقع شده‌است. میاریناریوو ۲۴٬۰۰۰ نفر جمعیت دارد و ۴۱۹ متر بالاتر از سطح دریا واقع شده‌است.